# Sun King (The Cult)
Sun King is een nummer van de Britse hardrockband The Cult uit 1989. Het is de derde single van hun vierde studioalbum Sonic Temple.

## Achtergrondinformatie
Volgens frontman en tekstschrijver Ian Astbury verwijst de titel naar Lodewijk XIV, die de "zonnekoning" werd genoemd. De liedverteller beschrijft zichzelf als een machtige en koninklijke man, de "zonnekoning" dus, op zoek naar zijn koningin om naast hem te regeren. Hij is verliefd op een mooie vrouw met zwart haar en grote bruine ogen, en is bereid alles te doen om haar mee te nemen naar zijn "beloofde land", om daar met haar aan zijn zijde te regeren. Het nummer is volgens Astbury "een heel mannelijk statement, omdat ik een man ben".
"Sun King" werd een bescheiden hit in het Verenigd Koninkrijk, waar het de 39e positie bereikte. In het Nederlandse taalgebied werden geen hitparades bereikt.

## Tracklijst
- 7"

1. "Sun King" - 3:59
2. "Edie (Ciao Baby)" - 3:59